# Şehitler ölmez vatan bölünmez!

Şehitler ölmez vatan bölünmez! (En français : les martyrs ne meurent pas, la patrie ne sera pas divisée) est un slogan politique nationaliste de langue turque. Le slogan « révèle la peur omniprésente de la division », au sein des nationalistes turcs. Le slogan s'inscrit ainsi dans l'interprétation que font les nationalistes du génocide arménien commis par les Jeunes-Turcs,, décrite par les juristes Antoine Hol et Christine Bell : « Alors que le traumatisme des Arméniens est immense, l'État turc a son propre traumatisme collectif dans la crainte (croissante) que la reconnaissance du génocide de 1915 finira par conduire à la destruction de l'État turc ».
Le slogan est fréquemment scandé lors d'événements sportifs. En février 2018, les supporters du club de football de Galatasaray ont chanté ce slogan lors d'une cérémonie en l'honneur des soldats turcs décédés lors de l'opération militaire turque à Afrine,,. Le slogan est aussi utilisé par les troupes turques pendant leurs opérations violentes contre les Kurdes.